# 成都城墙
成都城墙，位于中国四川省成都市，是自周赧王四年（前311年）秦国蜀郡郡守张仪按首都咸阳建制修筑秦成都城墙以来，各朝代所修筑的护卫成都的城防建筑的总称。成都2300余年城址不变，市内曾发现过各朝代城墙遗址，如唐宋罗城城门遗址等。但目前通常所称的“成都城墙”一般是指尚有残存墙段可寻的明清成都府的城墙，由皇城、少城、大城三道城池组成，包括城墙、城门、瓮城、角楼、敌台、护城河等多道设施。
明清成都城墙始建于洪武四年（1371年），李文忠在宋元成都城的基础上重修了府城（即大城）。而后成都城墙历经增修，其中尤以乾隆四十八年（1783年）四川总督福康安主导的重修最为彻底，重修后成都城墙有“冠于西南”之誉。1912年后成都少城城墙被逐步拆除。1958年成都市决议拆除城墙，大城绝大部分墙段被毁，而后1968年成都皇城又被拆除以修建毛泽东思想胜利万岁展览馆。目前明清成都城墙仅保存有10残段，其中以北较场及西较场墙段为最长，长度均大于200米。

## 历史

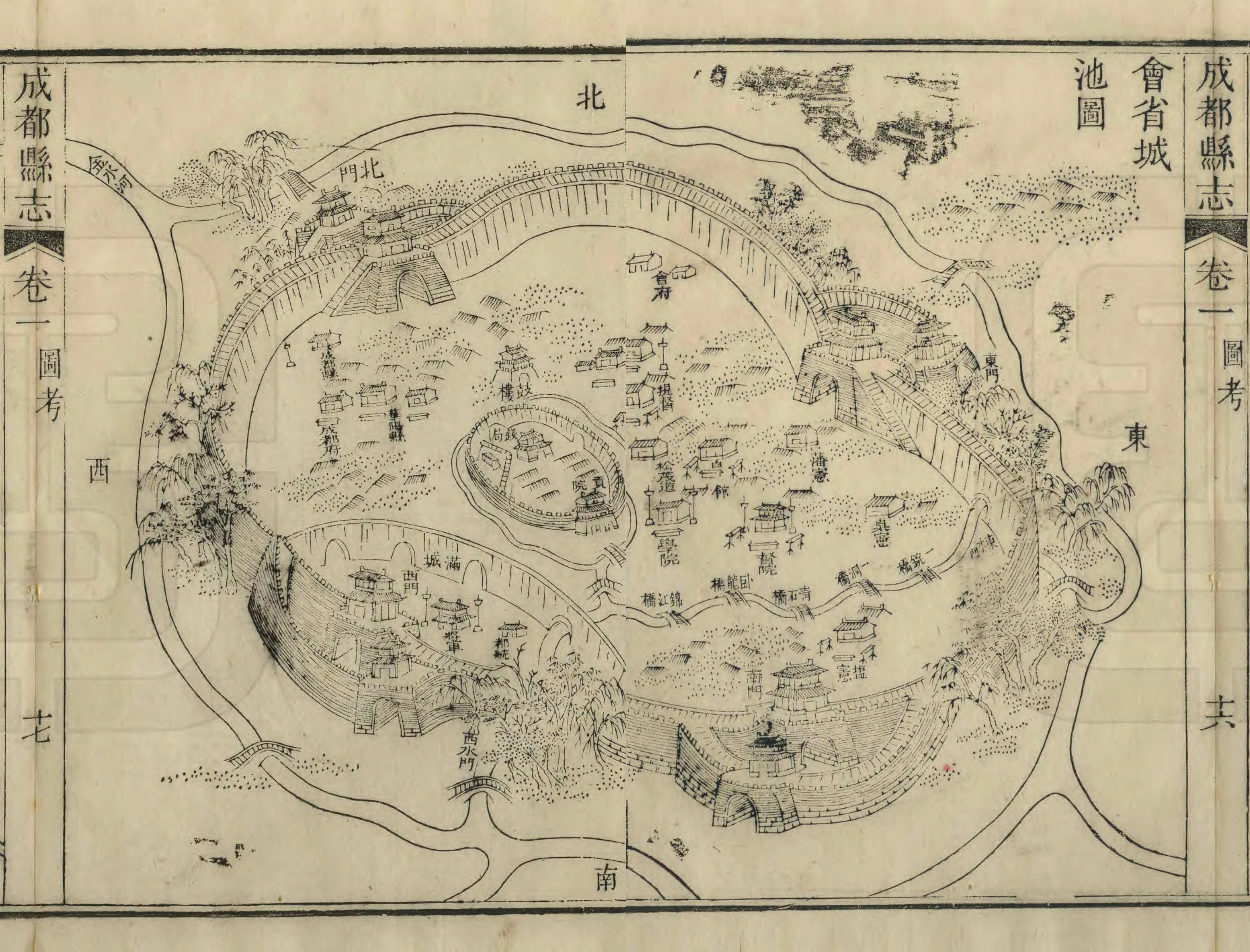
清嘉庆二十一年（1816年）《成都县志》成都城池图

明洪武四年（1371年），明朝灭明夏政权。曹国公李文忠在宋元成都城的基础上用砖石增筑新城，延续千年城址未变的传统，比唐宋罗城略小。洪武十八年（1385年），朱元璋谕旨“蜀之为邦，在西南一隅，羌戎所瞻仰，非壮丽无以示威”，开始修建蜀王宫（即成都皇城），并在皇城外又修建了一道长九里、高一丈多的萧墙。洪武二十二年（1389年）凉国公蓝玉为迎接朱元璋十一子蜀王朱椿就藩，再次督修成都城。明代成都城内（皇城）、中（萧墙）、外（大城）三城相套的格局就此奠定，其中大城全场20余里（约11余公里），开五个城门，每个城门都建有城楼，门外均筑有瓮城。洪武二十九年（1396年）废除了延秋门（小西门），仅余四门。此后成都城墙在宣德、崇祯年间两次培修。

## 布局

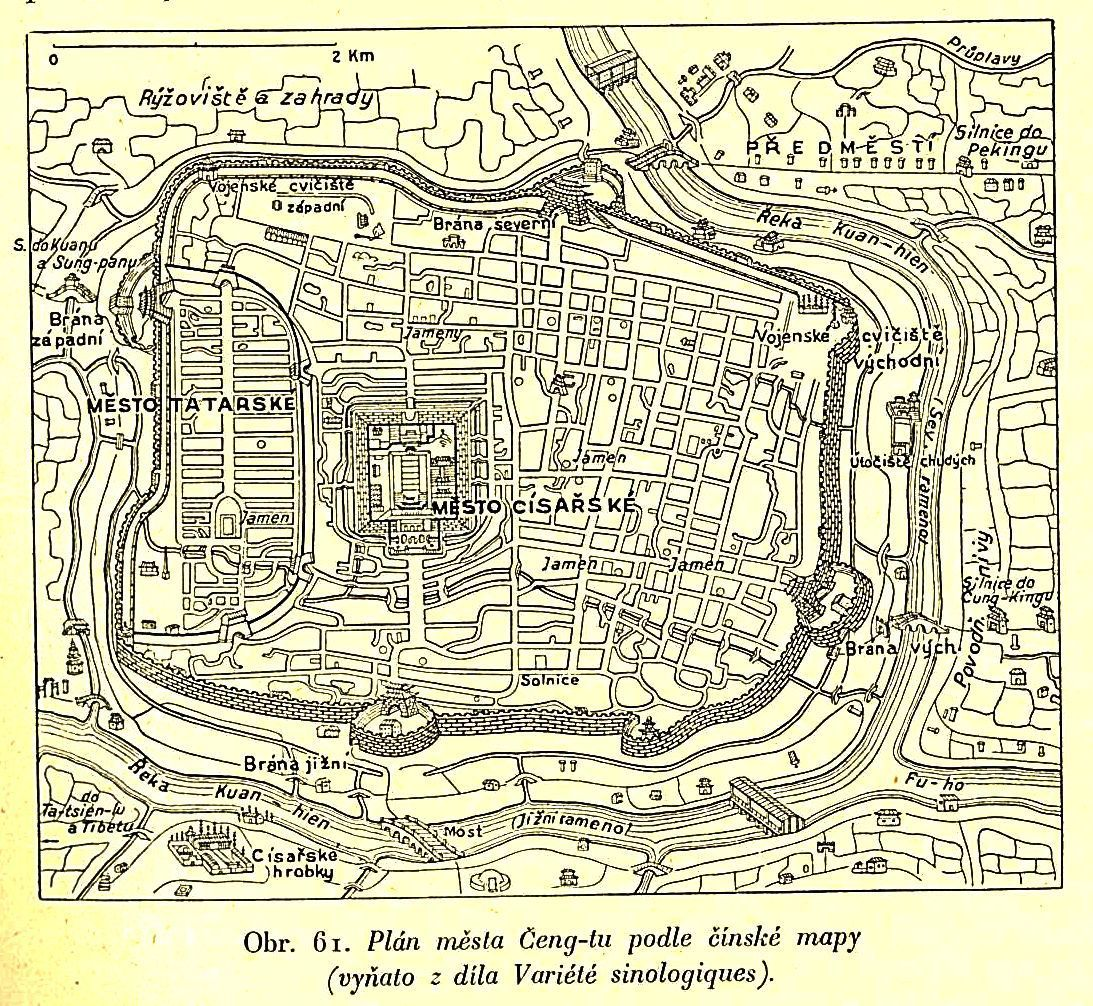
1930年绘成都城地图

明代成都城由具有内（皇城）、中（萧墙）、外（大城）三城相套的格局。而后至清代皇城与大城格局大致保留，但萧墙不存，又在大城偏西位置修筑少城（满城），少城与大城由一道反“C”型的城墙分割。明清成都大城保留了成都城就河流水势而建的传统，因而并非正南正北，与正南正北走向有约30度的偏角。所以成都的东门实际在城东南、西门在城西北，北门在城东北，南门在城西南。成都皇城居于大城正中，为张显皇权尊严，为正南正北的规整长方形。成都城墙的角度至今影响了成都市老城区内的道路走向，大城范围内的街道大多与正南正北走向有约30度（或60度）的偏角，而接近核心区的原皇城附近街道则转为正南正北（或正东正西）走向。

### 皇城
皇城（即原明蜀王府）周长五里（约3公里），城墙包砖，高三丈九尺（约12.5米），高度甚至超过了明代成都大城城墙（高三丈四尺）。东南西北依次设体仁、遵义、端礼、广智四门，城外有护城河（即御河）围绕。皇城的大致范围处于今成都老城中心天府广场以北，由东华门街、东御河沿街、西御河沿街、西华门街、蜀都大道所围合的矩形内。皇城外另设一道一丈五尺（约4.5米）的萧墙，萧墙周长九里（约5公里），大致范围处于今成都老城中心由顺城大街、西玉龙街、羊市街、东城根街、西御街、东御街所围合的矩形内，南临金河。与大城不同，成都皇城及萧墙为正南正北朝向。明代时皇城内建有承运门、承运殿、圜殿、存心殿等建筑，后均毁于明末战火，清代改明蜀王府为贡院，在皇城内复建有明远楼、致公堂等建筑。
| 方位 | 明代名称 | 清代名称 | 清代俗称 | 20世纪初的成都皇城端礼门 |
| ---- | -------- | -------- | -------- | ------------------------ |
| 东   | 体仁门   | 东华门   | -        | 20世纪初的成都皇城端礼门 |
| 西   | 遵义门   | 西华门   | -        | 20世纪初的成都皇城端礼门 |
| 南   | 端礼门   | -        | 皇城洞子 | 20世纪初的成都皇城端礼门 |
| 北   | 广智门   | 厚载门   | 后子门   | 20世纪初的成都皇城端礼门 |

### 大城
清代成都大城城墙周长22里（约13公里），设有4座城门，分别为迎晖门（东门），江桥门（南门），清远门（西门），大安门（北门），每个城门都建有城楼，门外筑有瓮城。成都大城的大致范围为今由锦江、府河、西郊河三条原成都护城河所围合的范围。另外金河自西向东贯穿整个成都城，因而在东西两侧各设有水西门（今通惠门附近）、水东门（今东门大桥附近）以方便船只进入成都城。1911年辛亥革命之后，为方便市民进出，成都又陆续开通了4座新门。4座新门分别为1913年开通的通惠门（新西门）、1914年开通的武成门（新东门）、1937年开通的复兴门（新南门），以及1938年开通的存正门。
| 方位 | 明代名称 | 清代名称 | 清代城楼名称 | 清代俗称 | 20世纪初的成都迎晖门（东门） |
| ---- | -------- | -------- | ------------ | -------- | ---------------------------- |
| 东   | 迎晖门   | 迎晖门   | 博济楼       | 东门     | 20世纪初的成都迎晖门（东门） |
| 西   | 清远门   | 清远门   | 江源楼       | 西门     | 20世纪初的成都迎晖门（东门） |
| 南   | 中和门   | 江桥门   | 浣溪楼       | 南门     | 20世纪初的成都迎晖门（东门） |
| 北   | 大安门   | 大安门   | 涵泽楼       | 北门     | 20世纪初的成都迎晖门（东门） |

### 少城
清代少城，即满城，由年羹尧在唐宋少城的遗址上兴建于1721年（清康熙六十一年），以驻防留在成都的八旗兵及其家属。满城东、南、北三面城墙为新建，西面城墙则与大城共用，周长约2.7千米，城墙高约4.3米。满城内道路仿照北京胡同形制，以正中长顺街为仅有的南北主干道，另有多条东西向的小街道贯穿，整体路网形似一条蜈蚣。成都将军的将军衙门，坐落于长顺街南口。
| 方位 | 清代名称 | 清代俗称 |
| ---- | -------- | -------- |
| 东南 | 受福门   | 大东门   |
| 东北 | 迎祥门   | 小东门   |
| 南   | 安阜门   | 小南门   |
| 北   | 延康门   | 小北门   |

## 现存墙段
| 名称           | 地址                                       | 长度             | 厚度 | 高度        | 年代 | 保护现状                                                   | 图片 |
| -------------- | ------------------------------------------ | ---------------- | ---- | ----------- | ---- | ---------------------------------------------------------- | ---- |
| 北较场城墙     | 青羊区北较场西路与武都路交界处             | 300米            | 15米 | 9米         | 清   | 外墙包砖于1958拆去，仅余夯土，1996年收集老城墙砖重包       |      |
| 存正门城墙     | 青羊区北较场子后街中段                     | 30米             |      | 8米         | 清   | 现存城门洞建于1938年，以利于日军轰炸时黄埔军校的防空疏散   |      |
| 迎曦上街城墙   | 锦江区东安北路娇子苑楼盘内                 | 40米             | 15米 | 8米         | 清   | 结构较为完整，存有上下城墙的石梯台阶。现处于私人楼盘景观中 |      |
| 西较场城墙     | 青羊区锦里西路民居与成都军区后勤部大院之间 | 200米            |      |             | 清   | 部分墙段上面已经修建房屋，为成都保存最长的原状清代城墙     |      |
| 水西门城墙     | 青羊区通惠门路3号锦都三期五单元门口        |                  |      |             | 清   | 保存较完整，现处于私人楼盘景观中                           |      |
| 青莲上街明城墙 | 锦江区青莲上街38号对面                     |                  |      | 出地面约3米 | 明   | 为原明城墙的东南角，保存有马面                             |      |
| 下莲池街城墙   | 锦江区下莲池街4号院和12号院内              | 20余米（12号院） |      | 约4米       | 清   | 几幢住宅楼建在残墙之上                                     |      |
| 王家坝后街城墙 | 锦江区王家坝后街                           |                  |      |             | 清   | 王家坝后街便建于城墙上，比附近高出约3米                    |      |
| 同仁路城墙     | 青羊区同仁路与实业街、小通巷交叉口         | 30米             |      | 9米         | 清   | 实业街口墙段内有建于1930年代的防空洞                       |      |
| 东较场城墙     | 锦江区華星路猛追灣游泳池旁                 |                  |      |             | 清   |                                                            |      |